# Papiliolebias
Papiliolebias es un género de peces de agua dulce de la familia de los rivulinos,es un género de peces actinopeterigios, distribuidos por ríos de Bolivia, Paraguay y Argentina.

## Especies
Se consideran cuatro especies válidas:
- Papiliolebias ashleyae Nielsen & Brousseau, 2014
- Papiliolebias bitteri (Costa, 1989)
- Papiliolebias francescae Valdesalici & Brousseau, 2014
- Papiliolebias habluetzeli Valdesalici, Nielsen, Brousseau & Phunkner, 2016
- Papiliolebias hatinne Azpelicueta, Butí & García, 2009